# زشت‌ترین زن جهان
زشت‌ترین زن جهان (اسپانیایی: La mujer más fea del mundo‎) یک فیلم علمی-تخیلی کمدی به کارگردانی میگل باردم است که در سال ۱۹۹۹ منتشر شد.

## گزیدهٔ بازیگران
- الیا گالرا[۵]
- اکتور آلتریو[۲]
- آلبرتو سان خوان[۲]
- انریکه بی‌ین[۲]
- گیرمو تولدو[۲]
- لوئیس سیخس[۲]
- ماریا ایسبرت[۲]
- آنابل آلونسو[۲]